# Série 9500 da CP

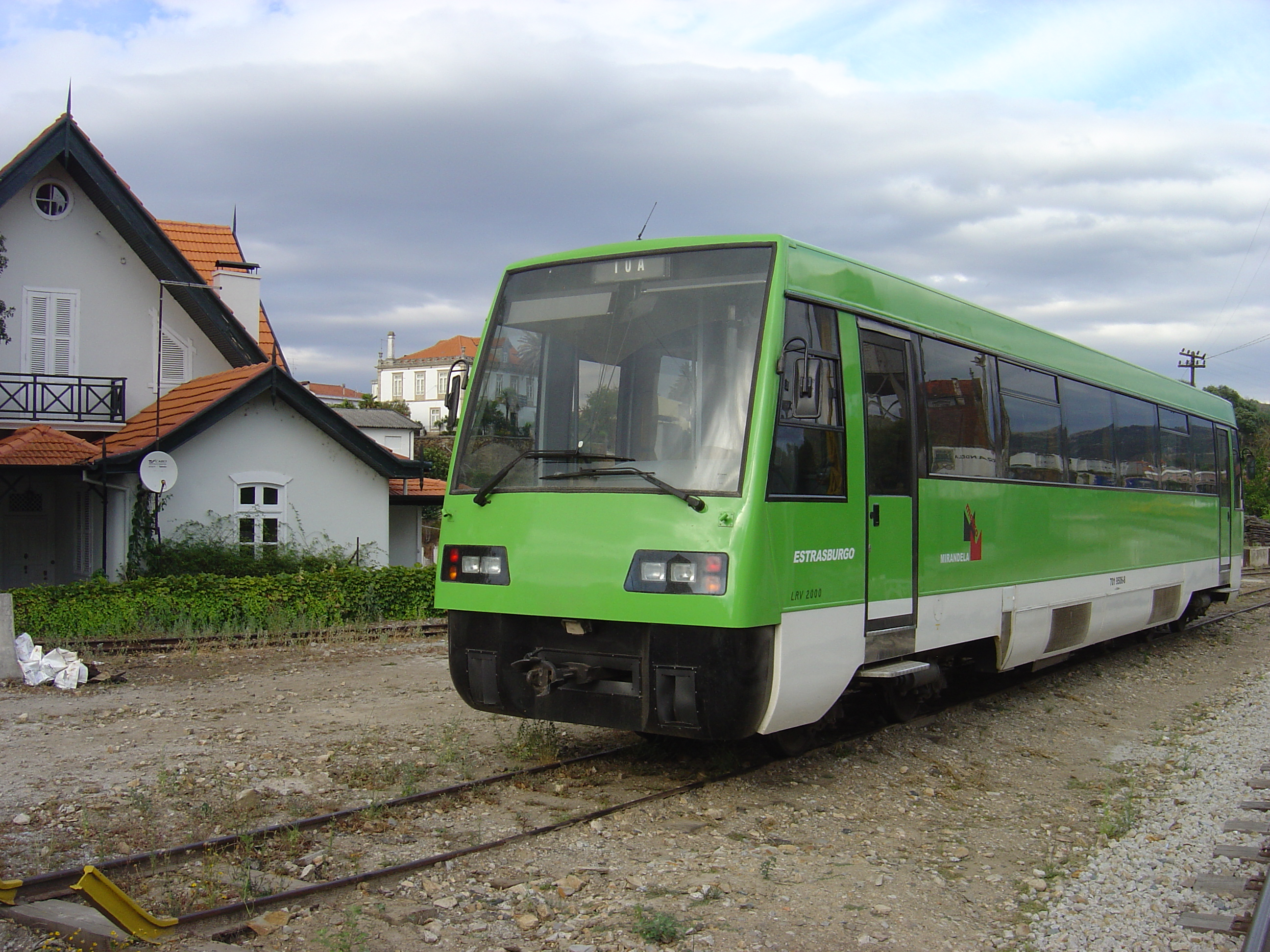
Automotora 9506, baptizada de Estrasburgo, na Estação de Mirandela, com o esquema de cores do Metropolitano de Mirandela.

A Série 9500, também designada como LRV2000, é uma família de automotoras a tracção a gasóleo, que foi utilizada pela operadora Caminhos de Ferro Portugueses e pela sua sucessora, Comboios de Portugal, nas Linhas do Corgo e Tâmega, bem como pela empresa do Metropolitano Ligeiro de Mirandela na Linha do Tua, em Portugal.

## Caracterização

### Descrição física
Estas automotoras utilizam caixas Camo e motores Volvo, assentes em chassis das antigas unidades da Série 9700.

### Serviços

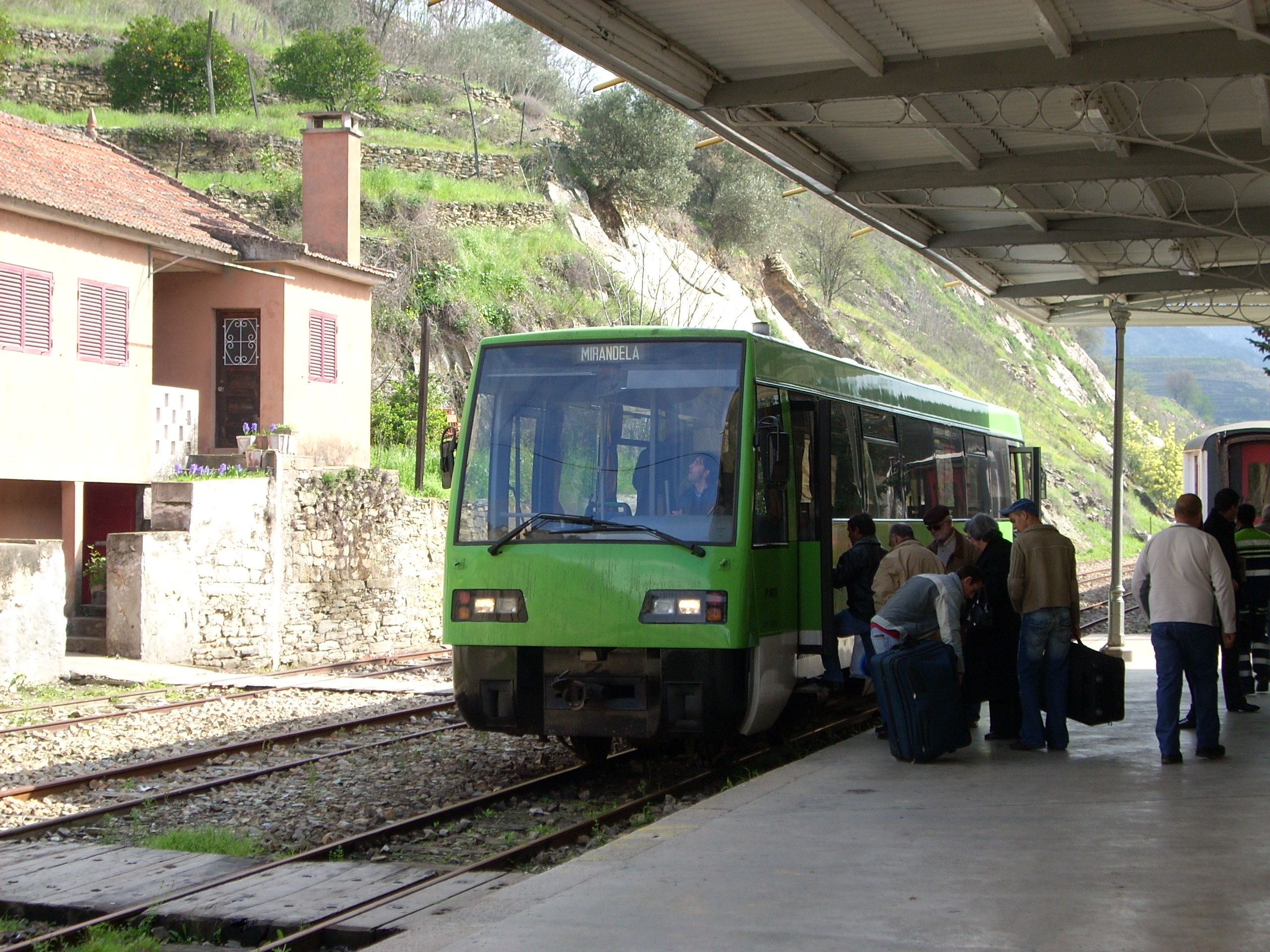
Automotora da Série 9500 na Estação de Tua.

A frota de LRV2000 que inauguraram o Metro de Mirandela era constituída por quatro unidades, que foram baptizadas com os nomes Lisboa, Paris, Estrasburgo e Bruxelas. Entre 1995 e 2001, circularam apenas entre as estações de Mirandela e de Carvalhais, no troço reaberto ao tráfego ferroviário que havia sido encerrado em 1991/1992 até Bragança. Tinham o privilégio de atingir os 60Km/h na Linha do Tua, via que se mantém com uma restrição de velocidade de 45 m/h entre o Tua e Mirandela.
Em 12 de Fevereiro de 2007, a Bruxelas sofreu um acidente fatal, perto do apeadeiro de Castanheiro, de onde resultaram 3 vítimas mortais e 2 feridos, naquele que foi o 2º acidente mortal em 120 anos da História da mais famosa linha de montanha portuguesa. Uma vez que o local não era propício ao seu resgate, foi totalmente desmantelada.
As LRV2000 do Metro de Mirandela têm uma pintura verde, com o logotipo da empresa.
Nas Linhas do Tâmega e do Corgo circulavam as restantes LRV2000, com uma pintura vermelha e o logotipo da CP. No Tâmega vieram substituir as antigas automotoras Nohab da série 9100, pequenas automotoras de 1ª e 2ª classe que ainda serviram até ao Arco de Baúlhe. No Corgo vieram substituir as últimas Xepas em circulação.

## História
As automotoras desta série foram construídas em 1995, nas oficinas de Guifões da Empresa de Manutenção de Equipamento Ferroviário. Entraram ao serviço entre 1996 e 2000.
As automotoras 9501 a 9506 foram utilizadas pela companhia dos Caminhos de Ferro Portugueses, e pela sua sucessora, Comboios de Portugal nas Linhas do Corgo e Tâmega, aonde a circulação foi suspensa em 25 de Março de 2009.
As restantes unidades foram postas ao serviço da empresa do Metropolitano Ligeiro de Mirandela, entre as Estações de Tua e Carvalhais, tendo este percurso sido encurtado após o encerramento do troço entre Tua e Cachão, em 22 de Agosto de 2008, na sequência de um grave acidente.
A 17 de dezembro de 2018 foram suspensas as circulações do metro de Mirandela pela ferrovia devido as automotoras necessitarem de remodelação bem como a própria linha. As automotoras do metro de Mirandela voltaram a circular na via quando arrancar o projecto de mobilidade até lá as circulações são relalizadas de autocarro . As da CP foram recentemente vendidas ao Peru, devido ao facto de se encontrarem paradas, e em degradação.

## Ficha técnica
- Número de unidades construídas: 9 (9501 - 9509)[2][3]
- Número de unidades ao serviço: 2[2]
- Número de unidades operacionais: 5[3]
- Tipo de combustível utilizado: Gasóleo[2]
- Entrada ao serviço: 1996[2] - 2000[3]
- Potência:180 kW[2]
- Velocidade máxima: 84 km/h[2][3]
- Transmissão:
  - Tipo: Mecânico-hidráulica[3]
- Lotação:
  - Segunda classe: 48[2]